# Пюрген
Пюрген (нім. Pürgen) — громада в Німеччині, розташована в землі Баварія. Підпорядковується адміністративному округу Верхня Баварія. Входить до складу району Ландсберг. Центр об'єднання громад Пюрген.
Площа — 21,99 км2. Населення становить 3564 ос. (станом на 31 грудня 2020).